# Максимович, Михаил (писатель)
Михаил Максимо́вич (серб. Михаило Максимовић или Mihail Maksimović; 1760 (?), Земун — 19 (31) мая 1819, Буда) — сербский писатель и переводчик. Точная дата рождения доподлинно не установлена.
С 1784 года работал писарем карантинного ведомства Земуна, с 1786 года — начальником полицейского и хозяйственного управления в Земуне; с июля 1788 по февраль 1789, занимал ту же должность в Петроварадине, вернувшись затем в Земун; с 1789 года некоторое время работал в том же качестве в Белграде, в том же году возглавив ведомство по вопросам карантина в Земуне. В 1790 году принял участие в совете в Тимишоаре, представляя родной город и близлежащие территории, рассматривая в том числе письмо императора Леопольда II о раздроблении сербского Баната.
С февраля 1791 года по июль 1792 года указом Леопольда II был назначен придворным канцеляристом Иллирийской дворцовой канцелярии в Вене до её расформирования. С середины 1792 года по рекомендации влиятельных должностных лиц и епископов стал начальником полицейского и хозяйственного управления в Карловцах. Вышел в отставку в должности секретаря военного суда.
Был женат на дочери генерал-майора Аксентия Милутиновича Юлиане, в браке с ней имел дочь Елизавету.
В литературе дебютировал в 1784 году, опубликовав перевод антикатолического памфлета Йозефа Валентина Айбеля «Что есть Папа» (в 1790 году перевод, как и оригинал, был запрещён цензурой). Считается основателем сербской сатирической литературы, также переводил ряд произведений с немецкого языка на сербский.
Основные его труды:
- «Маленький букварь для больших детей[вд]» (Вена, 1792) (самая известная его книга, в Сербии переиздаётся до сих пор[3], сборник из 117 юмористически-сатирических афоризмов)[4]; вызвала резкую критику со стороны духовенства за антиклерикальную сатиру.
- «Иллирический народ в памят Леопольда II миротворца на слав.-серб. языце» (Вена, 1792).